# Purkijaur

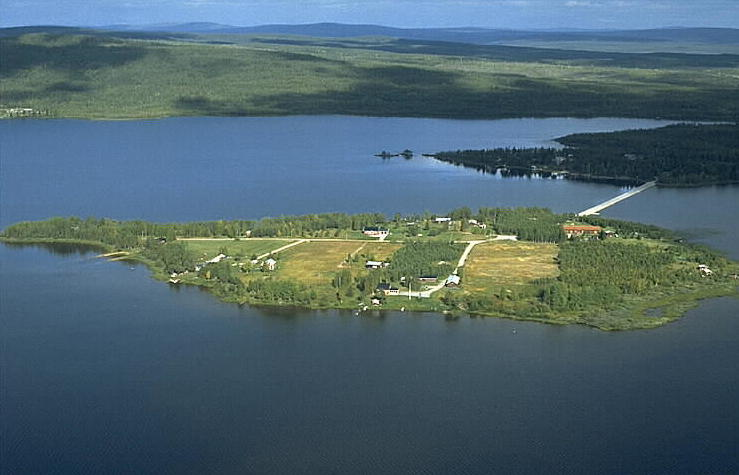
Flygfoto över Purkijaur och sjön Purkijaure.

Purkijaur är en ort i Jokkmokks kommun, Norrbottens län.
Purkijaur har varit bebodd sedan stenåldern och den första nybyggaren kom 1677. Under sina vistelser i de lappländska fjällen reste Carl von Linné genom byn. Under 1900-talets början upprättades en ångbåtsled längs Lilla Luleälven från Purkijaur till Kvikkjokk. Jordbruket i orten avverkades under 1950-talet. Vid folkräkningen 1890 hade orten 60 invånare och i augusti 2016 fanns det enligt Ratsit 10 personer över 16 år registrerade med Purkijaur som adress.